# امیلچین
امیلچین (به لهستانی:  Emilcin) یک روستا در لهستان است که در گمینا اوپوله لوبلسکیه واقع شده‌است.